# Cocoa panyols
Los cocoa panyols son un grupo de hispanos de Trinidad y Tobago, resultado de la mezcla de los españoles con los indios caribes de la isla de Trinidad y la incorporación de inmigrantes venezolanos a las plantaciones de cacao en los siglos XIX y XX.

## Etimología
El nombre cocoa panyol es la fusión de la palabra Cocoa (Cacao en inglés) y la corrupción de la palabra ¨español¨ por la dificultad de los angloparlantes de Trinidad para pronunciar la letra ¨Ñ¨. ¨Cocoa¨ hace referencia a su actividad económica principal, la siembra de cacao. ¨Panyol¨ hace referencia a su idioma, el español.

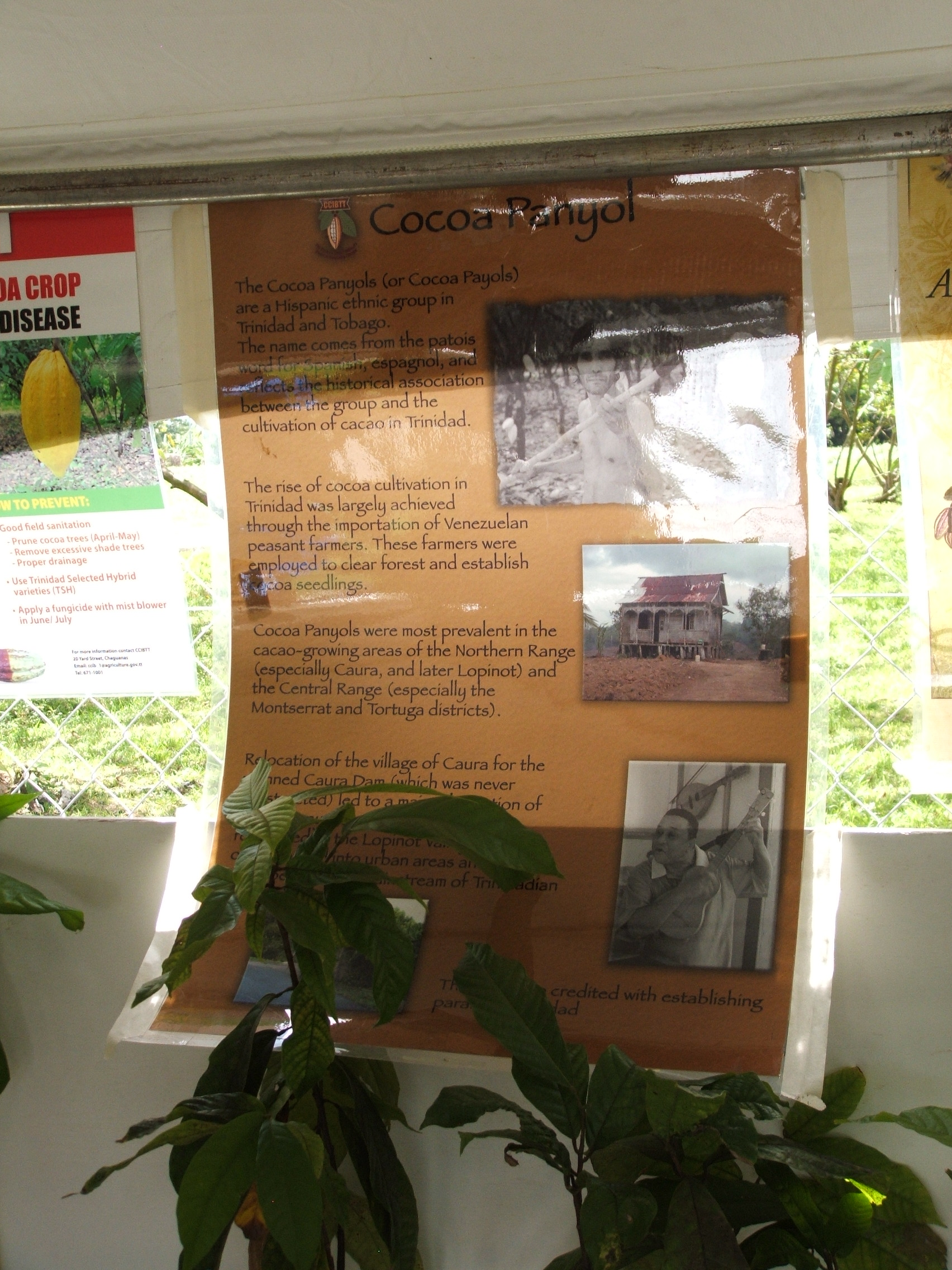
Tabla que explica la historia de los Cocoa panyols

## Historia

### Dominio español
La isla de Trinidad perteneció al Imperio español y desde 1777 fue administrada de forma adjunta a las provincias de la Capitanía General de  Venezuela. En 1783 el representante del rey Carlos III de España, José de Gálvez aplica la Cédula de Población para impulsar la inmigración de católicos a la isla en su mayoría de origen francés quienes con sus esclavos desarrollaron el cultivo de la caña de azúcar siguiendo el modelo de Saint Domingue. En febrero del año 1797 Trinidad pasa a ser parte del Imperio británico y la población hispanohablante empezaría a ser desplazada a la agricultura.

### Dominio británico
Uno de los eventos más importantes de su historia hispana fue la conspiración de Gual y España con el objetivo de conseguir la independencia de Venezuela. Descubierta en julio de 1797 la mayoría de los conjurados huyeron a las Antillas y luego fueron acogidos en Trinidad por las autoridades británicas en calidad de asilados políticos. Aunque José María España regresó a Caracas, Manuel Gual permaneció en San José de Oruña hasta su muerte en 1800. Desde entonces la isla se convertiría en foco de subversión contra el poder español; importante fue el apoyo inglés brindado al Precursor Francisco de Miranda luego de la fallida expedición sobre Ocumare de la Costa el 28 de abril de 1806.
Algo similar ocurrió durante la guerra de Independencia de Venezuela (1810-1823) cuando ios patriotas buscaban refugio en Trinidad y otras islas del Caribe huyendo de la persecución de las autoridades españolas. 
Los terratenientes que se habían establecido en Trinidad gracias a la cédula de población de 1783 empezaron a traer campesinos venezolanos debido a la abolición de la esclavitud en 1838 que causó escasez de trabajadores. Del mismo modo se invitó a un grupo de Sierra Leona para trabajar en las plantaciones de cacao y azúcar en 1841 y finalmente se mezclaron con sus compañeros de trabajo. Los principales establecimientos de sus plantaciones se encuentran en: Maraval, Paramin y Diego Martin.

### Independencia de Trinidad y presente
Las poblaciones más nuevas de panyols se encuentran en Puerto España y St. Ann's Hills. En la actualidad la comunidad ha entrado en gran contacto con los más de 60.000 venezolanos que han llegado a Trinidad y Tobago desde 2013. El número actual de cocoa panyols es difícil de determinar debido al movimiento constante entre Trinidad y Venezuela; y la emigración hacia otros países como Estados Unidos y Canadá. Es probable que una gran parte de la población del país tenga algún tipo de ascendencia de este grupo debido al paso de las generaciones.  
Los apellidos más comunes de esta comunidad son:
- Emmanuel
- Herrera
- Tardieu
- Lara
- George
- Félix
- Hospedales
- Thomas

## Parang
Este grupo creó el género musical parang, proveniente de la parranda venezolana con influencia del aguinaldo, el galerón español y los ritmos africanos; incorpora instrumentos tales como las maracas, el cuatro, la guitarra y el violín. Los temas de este género son los de la Navidad, la fe cristiana y la vida cotidiana. En los últimos años también ha habido una influencia hindú en el Parang debido a la inmigración asiática. El evento cultural más importante se llama La Fiesta de Lopinot y se realiza anualmente.

## Personas destacadas
- Rafael Agostini Hospedales  (político)
- Arístides Calvani (político)
- Ángel Bermúdez (empresario)
- José Rafael Bermúdez (empresario)
- Brian Lara (deportista)
- Sharlene Flores (cantante)
- Carl Herrera (deportista)
- Lucila Palacios (escritora)
- Matthew Martínez (sacerdote)
- Daisy Voisin (cantante)
- Anthony Carmona[5] (expresidente de Trinidad y Tobago)
- Shebah 'Ra[6] (emperatriz de una tribu africana en Sierra Leona)
- Edmundo Ros (músico)